# Muhammad Abd al-Muttalib
Muhammad Abd al-Muttalib, född 1870, död 1931, var en egyptisk författare.
Abd al-Muttalib kallades ofta "beduinpoeten", eftersom han ofta i sin poesi präglades av gammalarabisk diktning. Hans diktning behandlade gärna arabernas äldre kultur, kärleken, den religiösa mystiken och samtidens nationalism. Som dramatiker använde han ofta historiska motiv.